# Пюльне
Пюльне́ (фр. Pulney) — коммуна во французском департаменте Мёрт и Мозель региона Лотарингия. Относится к  кантону Коломбе-ле-Бель.	

## География
Пюльне	расположен в 35 км к югу от Нанси, между Везелизом и Мирекуром. Соседние коммуны: Доммари-Эльмон на севере, Водемон на северо-востоке, Те-су-Водемон, Гюнье и Форсель-су-Гюнье на востоке, Френ-ан-Сентуа на юго-востоке, Курсель на юге, Гримонвиллер на юго-западе, Фекокур на западе, Ванделевиль на северо-западе.	

## История
- На территории коммуны находятся следы галло-романского периода.

## Демография
Население коммуны на 2010 год составляло 67 человек.
| 1962 | 1968 | 1975 | 1982 | 1990 | 1999 | 2010 |
| ---- | ---- | ---- | ---- | ---- | ---- | ---- |
| 106  | 81   | 70   | 59   | 59   | 49   | 67   |

## Достопримечательности
- Церковь, реконструирована в конце XVIII века.
- Часовня Нотр-Дам-де-Бон-Эсперанс XIX века.